# فيرونيكا مارس (الموسم الأول)
فيرونيكا مارس > قائمة حلقات فيرونيكا مارس > الموسم الأول
الموسم الأول من مُسلسل الغموض والدراما فيرونيكا مارس، بدأ عرضهُ على قناة "UPN" في الولايات المتحدة في 22 سبتمبر، 2004، وأحتوى على 22 حلقة، إنتهى عرضهُ في 10 مايو، 2005.

## المُمثلين والشخصيات

### شخصيات رئيسية
- كريستين بيل بدور فيرونيكا مارس، طالبة في المدرسة الثانوية ومحققة خاصة متمرسة.
- تيدي دان بدور دانكن كاين، حبيب فيرونيكا السابق وأخ ليلي التي تقتل في الحلقة الأولى.
- جيسون دورينغ بدور لوغان إيكلوس.
- بيرسي دوغ الثالث بدور والاس فينيل، صديق فيرونيكا المُقرب وشريكها في التحقيق.
- فرانسيس كابرا بدور إيلاي نافارو، صديق فيرونيكا، وقائد عصابة الدراجات.
- إنريكو كولانتوني بدور كيث مارس، شرطي سابق ومحقق خاص، غالباً ماتساعدهُ فيرونيكا في حل القضايا.

## الحلقات
تتحمور قصة الموسم الأول من المسلسل حول فيرونيكا مارس (كريستين بيل)، طالبة في مدرسة نيبتون الثانوية وتعيش في مدينة نيبتون (مدينة خيالية) الساحلية في ولاية كاليفورنيا، متأثرة بمهنة والدها كيث مارس (إينريكو كولانتوني) شرطي سابق يعمل حالياً كمتحر خاص تساعد فيرونيكا والدها في قضاياه وتعمل هي بدورها على بعض القضايا مع أصدقائها في المدرسة.
| التسلسل الإجمالي | تسلسل الموسم | عنوان الحلقة "بالإنجليزية"     | إخراج             | كتابة                            | تاريخ العرض    | رمز الإنتاج | عدد المشاهدين (بالمليون) |
| ---------------- | ------------ | ------------------------------ | ----------------- | -------------------------------- | -------------- | ----------- | ------------------------ |
| 1                | 1            | «Pilot»                        | مارك بيزنارسكي    | روب توماس                        | 22 سبتمبر 2004 | 475258      | 2.49                     |
| 2                | 2            | «Credit Where Credit's Due»    | مارك بيزنارسكي    | روب توماس                        | 28 سبتمبر 2004 | 2T5701      | 2.21                     |
| 3                | 3            | «Meet John Smith»              | هاري وينر         | جيد سيدل                         | 12 أكتوبر 2004 | 2T5702      | 2.71                     |
| 4                | 4            | «The Wrath of Con»             | مايكل فيلدز       | ديان روجيرو                      | 19 أكتوبر 2004 | 2T5703      | 3.12                     |
| 5                | 5            | «You Think You Know Somebody»  | نيك غوميز         | داينا لين نورث                   | 26 أكتوبر 2004 | 2T5704      | 2.73                     |
| 6                | 6            | «Return of the Kane»           | سارة بيا أنديرسون | روب توماس وفيل كليمير            | 2 نوفمبر 2004  | 2T5705      | 2.86                     |
| 7                | 7            | «The Girl Next Door»           | نيك مارك          | جيد سيدل وديان روجيرو            | 9 نوفمبر 2004  | 2T5706      | 2.74                     |
| 8                | 8            | «Like a Virgin»                | غاي بي            | أوري والينغتون                   | 23 نوفمبر 2004 | 2T5707      | 2.76                     |
| 9                | 9            | «Drinking the Kool-Aid»        | ماركوس سيغا       | روب توماس وراسل سميث             | 30 نوفمبر 2004 | 2T5708      | 2.40                     |
| 10               | 10           | «An Echolls Family Christmas»  | نيك مارك          | ديان روجيرو                      | 14 ديسمبر 2004 | 2T5710      | 1.90                     |
| 11               | 11           | «Silence of the Lamb»          | جون كريتشمير      | جيد سيدل وداينا لين نورث         | 4 يناير 2005   | 2T5709      | 2.84                     |
| 12               | 12           | «Clash of the Tritons»         | ديفيد باريت       | فيل كليمير وأوري والينغتون       | 11 يناير 2005  | 2T5711      | 2.91                     |
| 13               | 13           | «Lord of the Bling»            | ستيف غومر         | جون إينبون                       | 8 فبراير 2005  | 2T5712      | 2.97                     |
| 14               | 14           | «Mars vs. Mars»                | ماركوس سيغا       | روب توماس، جيد سيدل وديان روجيرو | 15 فبراير 2005 | 2T5713      | 2.70                     |
| 15               | 15           | «Ruskie Business»              | غاي بي            | فيل كليمير وجون إينبون           | 22 فبراير 2005 | 2T5714      | 2.34                     |
| 16               | 16           | «Betty and Veronica»           | مايكل فيلدز       | ديان روجيرو                      | 29 مارس 2005   | 2T5715      | 2.33                     |
| 17               | 17           | «Kanes and Abel's»             | نيك مارك          | كارولين موري                     | 5 أبريل 2005   | 2T5716      | 2.78                     |
| 18               | 18           | «Weapons of Class Destruction» | جون كريتشمير      | جيد سيدل                         | 12 أبريل 2005  | 2T5717      | 2.30                     |
| 19               | 19           | «Hot Dogs»                     | نيك مارك          | داينا لين نورث                   | 19 أبريل 2005  | 2T5718      | 2.48                     |
| 20               | 20           | «M.A.D.»                       | جون كريتشمير      | فيل كليمير وجون إينبون           | 26 أبريل 2005  | 2T5719      | 3.04                     |
| 21               | 21           | «A Trip to the Dentist»        | ماركوس سيغا       | ديان روجيرو                      | 3 مايو 2005    | 2T5720      | 2.85                     |
| 22               | 22           | «Leave It to Beaver»           | مايكل فيلدز       | روب توماس وديان روجيرو           | 10 مايو 2005   | 2T5721      | 2.99                     |

## وصلات خارجية
- فيرونيكا مارس الموسم الأول على موقع ميتاكريتيك (الإنجليزية)
- فيرونيكا مارس الموسم الأول على موقع روتن توميتوز (الإنجليزية)

فيرونيكا مارس  في قاعدة بيانات الأفلام على الإنترنت (بالإنجليزية)